# 者台
者台（羅馬化：J̌edei，羅馬化：Jadī Nūyān，见《史集》），出身忙忽惕部，是13世纪初蒙古帝国的左翼千户长。《元朝秘史》等汉文史料中记作者台、哲台、哲歹、者歹。他是朶豁勒忽之兄，被任命为成吉思汗幼子拖雷的王傅，以拖雷家族首席那可儿的身份闻名。
《史集》记载了者台的出身传说：12世纪末，铁木真率领的乞颜氏与塔里忽台率领的泰赤乌氏两大势力争夺主导权，忙古惕部有三兄弟，长兄和次兄主张归附泰赤乌氏，幼弟却执意投奔乞颜氏。兄长杀死幼弟，他的妻子带着儿子逃到娘家巴儿忽惕部。后来兄长担心留下后患，前往巴儿忽惕部追杀侄子。孩子藏在羊毛堆和釜中而未被发现，得以幸存。孩子长大后，巴儿忽惕部人将其命名为者台，送入铁木真麾下。铁木真得知其身世后格外器重。成吉思汗灭泰赤乌氏等敌对势力后，将归附泰赤乌氏的忙忽惕部、兀鲁惕部遗民赐给者台，他由此以这些属民为基础，被任命为蒙古帝国核心的千户长。塔塔儿部残部合儿合勒·失剌企图袭击五岁的拖雷，幸得博尔术之妻阿勒塔泥、者台与哲别三人相救。
在1206年蒙古帝国建国时，他被成吉思汗任命为95名千户长之一，《元朝秘史》功臣表中位列第23位。蒙古传统中，成年子嗣会分得部分家产独立，末子继承父亲剩余财产，即“幼子守灶”。因此成吉思汗生前，术赤、察合台、窝阔台各获封四个千户并建立汗国，而拖雷作为末子，按定制应在成吉思汗死后继承中军（yeke qol）。成吉思汗分封诸子（术赤、察合台、窝阔台）及诸弟（合撒儿、合赤温、铁木哥斡赤斤）时，尽管拖雷兀鲁思在成吉思汗生前尚未正式形成，者台却已被任命为拖雷的千户长。者台活到窝阔台汗时期，其孙忙忽带在忽必烈时期继承了他的地位。